# Rudtjebäcken
Rudtjebäcken var en gruvort i det 25 mil långa Skelleftefältet i norra Västerbottens län. I Rudtjebäcksgruvan, som var i drift 1950–1976, bröts koppar och zink. Året efter stängdes även den närbelägna Adakgruvan. Gruvverksamheten i Skelleftefältet är numera koncentrerad till Boliden och fyra andra orter.[källa behövs]